# 玩火的女孩 (電影)
《玩火的女孩》（瑞典語：Flickan som lekte med elden）是一部2009年瑞典、丹麥和德國合拍的犯罪驚悚片，由丹尼爾·阿爾弗雷德森執導，本片是《龍紋身的女孩》的續集。根據瑞典作者/記者史迪格·拉森的暢銷同名小說改編，這是他的「千禧年三部曲」第二本作品。

## 演員
- 麥克·恩奎斯特 飾 麥可·布隆維斯特
- 露美·慧柏絲 飾 莉絲·莎蘭德
- Lena Endre（英语：Lena Endre） 飾 Erika Berger
- Peter Andersson（英语：Peter Andersson (actor)） 飾 Nils Erik Bjurman
- Per Oscarsson（英语：Per Oscarsson） 飾 Holger Palmgren
- Georgi Staykov（英语：Georgi Staykov） 飾 Alexander Zalachenko
- Sofia Ledarp（英语：Sofia Ledarp） 飾 Malin Eriksson
- Yasmine Garbi 飾 Miriam Wu
- Annika Hallin（英语：Annika Hallin） 飾 Annika Giannini
- Tanja Lorentzon（英语：Tanja Lorentzon） 飾 Sonja Modig
- 保羅·羅伯托（英语：Paolo Roberto） 飾 他自己
- Johan Kylén 飾 Jan Bublanski
- Magnus Krepper（英语：Magnus Krepper） 飾 Hans Faste
- Ralph Carlsson 飾 Gunnar Björck
- Micke Spreitz 飾 Ronald Niedermann
- Anders Ahlbom 飾 Dr. Peter Teleborian
- Tehilla Blad（英语：Tehilla Blad） 飾 年輕的莉絲·莎蘭德

## 製作
丹尼爾·阿爾弗雷德森接替了第一部電影《龍紋身的女孩》導演涅爾斯·阿登·歐普勒夫，成為本片的導演。

## 外部連結
- 互联网电影数据库（IMDb）上《玩火的女孩》的资料（英文）
- Box Office Mojo上《玩火的女孩》的資料（英文）
- 豆瓣电影上《玩火的女孩》的資料 （简体中文）
- 爛番茄上《玩火的女孩》的資料（英文）